# آبشار کائنگ سوفا
آبشار کائنگ سوفا (به انگلیسی: Namtok Kaeng Sopha) آبشاری است که در تایلند واقع شده و ارتفاع کلی ریزشگاه آن ۳۲ متر است.